# Dendronephthya merguiensis
Dendronephthya merguiensis is een zachte koraalsoort uit de familie Nephtheidae. De koraalsoort komt uit het geslacht Dendronephthya. Dendronephthya merguiensis werd in 1909 voor het eerst wetenschappelijk beschreven door Henderson. 